# King Clancy Memorial Trophy
King Clancy Memorial Trophy – nagroda indywidualna w NHL przyznawana każdego sezonu zawodnikowi, który przejawia najlepsze cechy przywódcze, zarówno na lodzie, jak i poza nim, oraz który najbardziej przysłużył się społeczności. 
Nagroda została nazwana na cześć legendarnego Francisa Michaela „Kinga“ Clancy, zawodnika, trenera i sędziego, trzykrotnego zdobywcy Pucharu Stanleya. Pierwszy raz wręczono ją w 1988 roku, a do sezonu 2017-2018 funkcjonowała równolegle do zbliżonego trofeum w postaci NHL Foundation Player Award, z którego jednak zrezygnowano na rzecz King Clancy Memorial Trophy. 

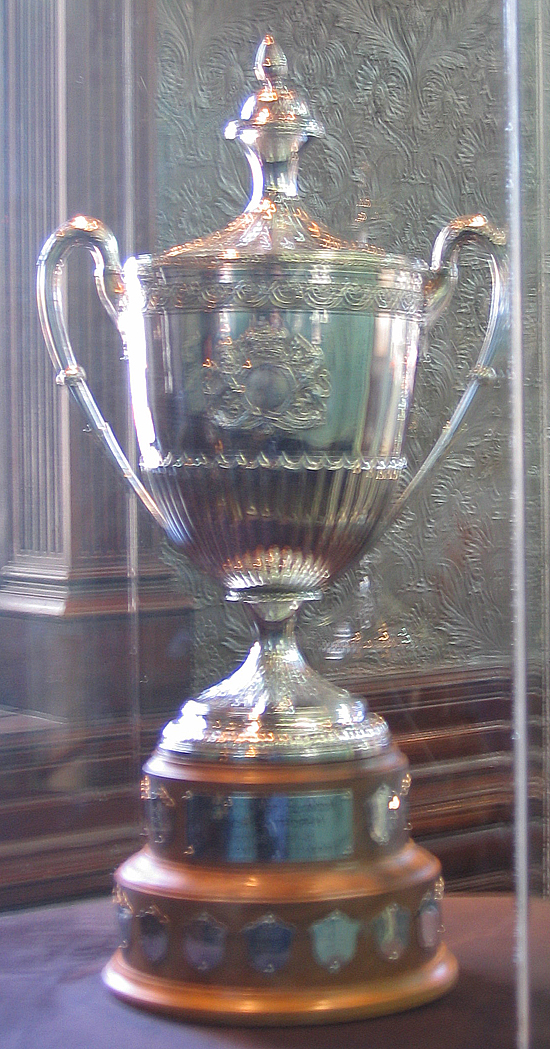
King Clancy Memorial Trophy

## Lista nagrodzonych
- 2024 - Anders Lee, New York Islanders
- 2023 - Mikael Backlund, Calgary Flames
- 2022 - P.K. Subban, New Jersey Devils
- 2021 - Pekka Rinne, Nashville Predators
- 2020 - Matt Dumba, Minnesota Wild
- 2019 - Jason Zucker, Minnesota Wild
- 2018 - Henrik Sedin, Daniel Sedin, Vancouver Canucks
- 2017 - Nick Foligno, Ottawa Senators
- 2016 - Henrik Sedin, Vancouver Canucks
- 2015 - Henrik Zetterberg, Detroit Red Wings
- 2014 - Andrew Ference, Edmonton Oilers
- 2013 - Patrice Bergeron, Boston Bruins
- 2012 - Daniel Alfredsson, Ottawa Senators
- 2011 - Doug Weight, New York Islanders
- 2010 - Shane Doan, Phoenix Coyotes
- 2009 - Ethan Moreau, Edmonton Oilers
- 2008 - Vincent Lecavalier, Tampa Bay Lightning
- 2007 - Saku Koivu, Montreal Canadiens
- 2006 - Olaf Kölzig, Washington Capitals
- 2005 - Nie przyznano trofeum z powodu lockout
- 2004 - Jarome Iginla, Calgary Flames
- 2003 - Brendan Shanahan, Detroit Red Wings
- 2002 - Ron Francis, Carolina Hurricanes
- 2001 - Shjon Podein, Colorado Avalanche
- 2000 - Curtis Joseph, Toronto Maple Leafs
- 1999 - Rob Ray, Buffalo Sabres
- 1998 - Kelly Chase, St. Louis Blues
- 1997 - Trevor Linden, Vancouver Canucks
- 1996 - Kris King, Winnipeg Jets
- 1995 - Joe Nieuwendyk, Calgary Flames
- 1994 - Adam Graves, New York Rangers
- 1993 - Dave Poulin, Boston Bruins
- 1992 - Ray Bourque, Boston Bruins
- 1991 - Dave Taylor, Los Angeles Kings
- 1990 - Kevin Lowe, Edmonton Oilers
- 1989 - Bryan Trottier, New York Islanders
- 1988 - Lanny McDonald, Calgary Flames